# 30 Rock: A XXX Parody
30 Rock: A XXX Parody ist eine amerikanische Porno-Parodie auf die US-amerikanische TV-Sitcom 30 Rock.

## Handlung
Die Handlung des Films basiert auf einer Sketch-Comedy-TV-Show „TCS with Trey Jordan“, deren Ratings Hauptautor Liz Limon (Lisa Ann) durch mehr Sex steigern soll. Der Film enthält fünf Sexszenen zwischen Executive Jake (Herschel Savage) und Assistentin Karina (Evie Delatosso) und Schauspielerin Jenny (Ashlynn Brooke), die Sex mit einem Schriftsteller hat. Der Film endet mit einem Sex-Tape von Limon und Freund Danny (James Deen), das versehentlich während der Show ausgestrahlt wird.
- Szene 1: Evie Delatosso, Herschel Savage
- Scene 2: Ashlynn Brooke, Chris Cannon
- Scene 3: Amy Reid, Ralph Long
- Scene 4: Lisa Ann, James Deen
- Scene 5: Lana Violet, Rebeca Linares, Erik Everhard

## Wissenswertes
Lisa Ann, die Sarah Palin in Who’s Nailin’ Paylin? parodiert hat, spielt Liz Lemon, die Rolle, die im Original Tina Fey spielt, die Palin selbst in Saturday Night Live parodiert hat.

## Auszeichnungen
- 2010 AVN Award – Best Couples Sex Scene (Amy Ried und Ralph Long)[1]
- Nominations
- 2010 AVN Award – Best Actor (Herschel Savage)
- 2010 AVN Award – Best Supporting Actress (Ashlynn Brooke)
- 2010 AVN Award – Best Non-Sex Performance (Bishop)
- 2010 AVN Award – Best Non-Sex Performance (Paul Woodcrest)
- 2010 AVN Award – Best Threeway Sex Scene (Lana Violet, Rebeca Linares and Erik Everhard)
- 2010 AVN Award – Best Makeup (Maria and Glenn Alfonso)
- 2010 AVN Award – Best On-Line Marketing Campaign, Individual Project
- 2010 AVN Award – Best Sex Parody
- 2010 XBIZ Award – Director of the Year, Individual Project (Lee Roy Myers)
- 2010 XBIZ Award – Acting Performance of the Year, Male (Herschel Savage)
- 2010 XBIZ Award – Marketing Campaign of the Year
- 2010 XBIZ Award – Parody Release of the Year